# Lee Cruce
Lee Cruce, född 8 juli 1863 i Marion i Kentucky, död 16 januari 1933 i Los Angeles i Kalifornien, var en amerikansk demokratisk politiker. Han var Oklahomas guvernör 1911–1915.
Cruce avbröt universitetsstudierna vid Vanderbilt University, studerade sedan juridik och var verksam som advokat och affärsman i Oklahoma.
Cruce efterträdde 1911 Charles N. Haskell som Oklahomas guvernör och efterträddes 1915 av Robert L. Williams. Cruce var motståndare till dödsstraff. Han avled 1933 och gravsattes i Ardmore.